# Spathichlamys
Spathichlamys là một chi thực vật có hoa trong họ Thiến thảo (Rubiaceae).

## Loài
Chi Spathichlamys gồm các loài: